# Liste der Mitglieder der American Academy of Arts and Sciences/1919
Im Jahr 1919 wählte die American Academy of Arts and Sciences 31 Personen zu ihren Mitgliedern.

## Neu gewählte Mitglieder
- Arthur Alphonzo Blanchard (1876–1956)
- Charles Henry Brent (1862–1929)
- Howard Nicholson Brown (1849–1932)
- Frederic Harold Fay (1872–1944)
- Ferdinand Foch (1851–1929)
- William Suddards Franklin (1863–1930)
- Pliny Earle Goddard (1869–1928)
- Roy Kenneth Hack (1884–1944)
- Charles Downer Hazen (1868–1941)
- William Henry Holmes (1846–1933)
- Joseph Jacques Cesaire Joffre (1852–1931)
- Frederick George Keyes (1885–1976)
- Henri Louis Le Chatelier (1850–1936)
- Joseph Lipka (1883–1924)
- Arthur Anthony Macdonell (1854–1930)
- George Abram Miller (1863–1951)
- John Bassett Moore (1860–1947)
- Forest Ray Moulton (1872–1952)
- Edward Mueller (1883–1954)
- Charles Lemuel Nichols (1851–1929)
- George Henry Falkiner Nuttall (1862–1937)
- Raymond Pearl (1879–1940)
- William Henry Perkin junior (1860–1929)
- Raymond Poincaré (1860–1934)
- George Walter Prothero (1848–1922)
- Waldemar Theodore Schaller (1882–1967)
- Henry Dwight Sedgwick (1861–1957)
- Virgil Snyder (1869–1950)
- Winslow Warren (1838–1930)
- Robert Seaton Williams (1880–1961)
- Alpheus Grant Woodman (1873–1963)